# Fabricius’ Laufkäfer
Fabricius’ Laufkäfer (Carabus fabricii) ist eine Art der Echten Laufkäfer (Carabus). Benannt ist sie nach dem dänischen Naturforscher Johann Christian Fabricius.

## Merkmale
Fabricius’ Laufkäfer erreicht eine Körperlänge von 16 bis 25 Millimetern und gehört damit zu den großen Käferarten Europas. Sein Körper ist kupferbraun bis schwarz glänzend gefärbt und weist an den Flügeldecken (Elytren) und den Seiten des Halsschildes einen kupfrigen Schimmer auf. Die Punktgruben der Flügeldecken sind grün gefärbt und bilden damit einen deutlich erkennbaren Kontrast zur Grundfarbe. Die Elytren liegen relativ flach auf dem Körper auf, der Halsschild und der Kopf sind schmal gebaut.
Vom sehr nahe verwandten Creutzers Laufkäfer (Carabus creutzeri) unterscheidet sich Fabricius’ Laufkäfer vor allem durch die Länge des ersten Fühlergliedes, das bei Creutzers Laufkäfer fast dreimal so lang als breit und damit deutlich länger als das von Fabricius’ Laufkäfer ist. Außerdem besitzen die Flügeldecken von Fabricius’ Laufkäfer meist breite, matt smaragdgrüne Seitenränder. Vom Schluchtwald-Laufkäfer (Carabus irregularis) sind beide durch Details der Mundwerkzeuge zu unterscheiden.

## Verbreitung
Der Käfer kommt in den Alpen Deutschlands, Österreichs und der Schweiz bis in die Romandie vor. Außerdem ist er in den Karpaten zu finden.

## Lebensweise
Fabricius’ Laufkäfer lebt vor allem in oberen Berglagen und wird entsprechend als hochalpin bzw. montan eingestuft. Sein Lebensraum befindet sich in Bergwäldern, dort findet man ihn in Totholz, oder unter lockerer Rinde von liegendem Holz.
Wie die meisten großen Laufkäfer ist Fabricius’ Laufkäfer ein tagaktiver Räuber, der sich vor allem von anderen Insekten und deren Larven ernährt.

## Belege